# Thomas Lars Andresen
Thomas Lars Andresen (født 1972, København) er en dansk forsker, iværksætter, direktør og professor på DTU Nanotech. Han har særligt forsket i såkaldt drug delivery, der handler om, hvordan lægemiddelstoffer bliver ført ud i de celler, hvor de skal virke,.
Han læste kemi på DTU fra 1996-2001, og læste herefter en ph.d. samme sted, som han færdiggjorde i 2005. Han blev herefter ansat DTU Risø i 2007.
Han blev udnævnt som professor på DTU i 2012. I 2016 blev han insitutdirektør før DTU Nanotech. Han havde denne stilling indtil 2021, hvor han blev ansat som administrerende direktør i biotekselskabet T-Cypher Bio, der ligger i Oxford, Storbritannien. Han har desuden været med til at grundlægge flere forskningsvirksomheder som Nanovi, Repertoire Immune Medicines/Torque Technologies, MonTa Biosciences og X-Therapeutics.

## Hæder
I 2015 modtog han Sapere Aude-prisen, der uddeles Det Frie Forskningsråd.
I 2017 modtog han EliteForsk-prisen, der uddeles årligt af Uddannelses- og Forskningsministeriet til forskere under 45 år.